# Matthias Nawrat

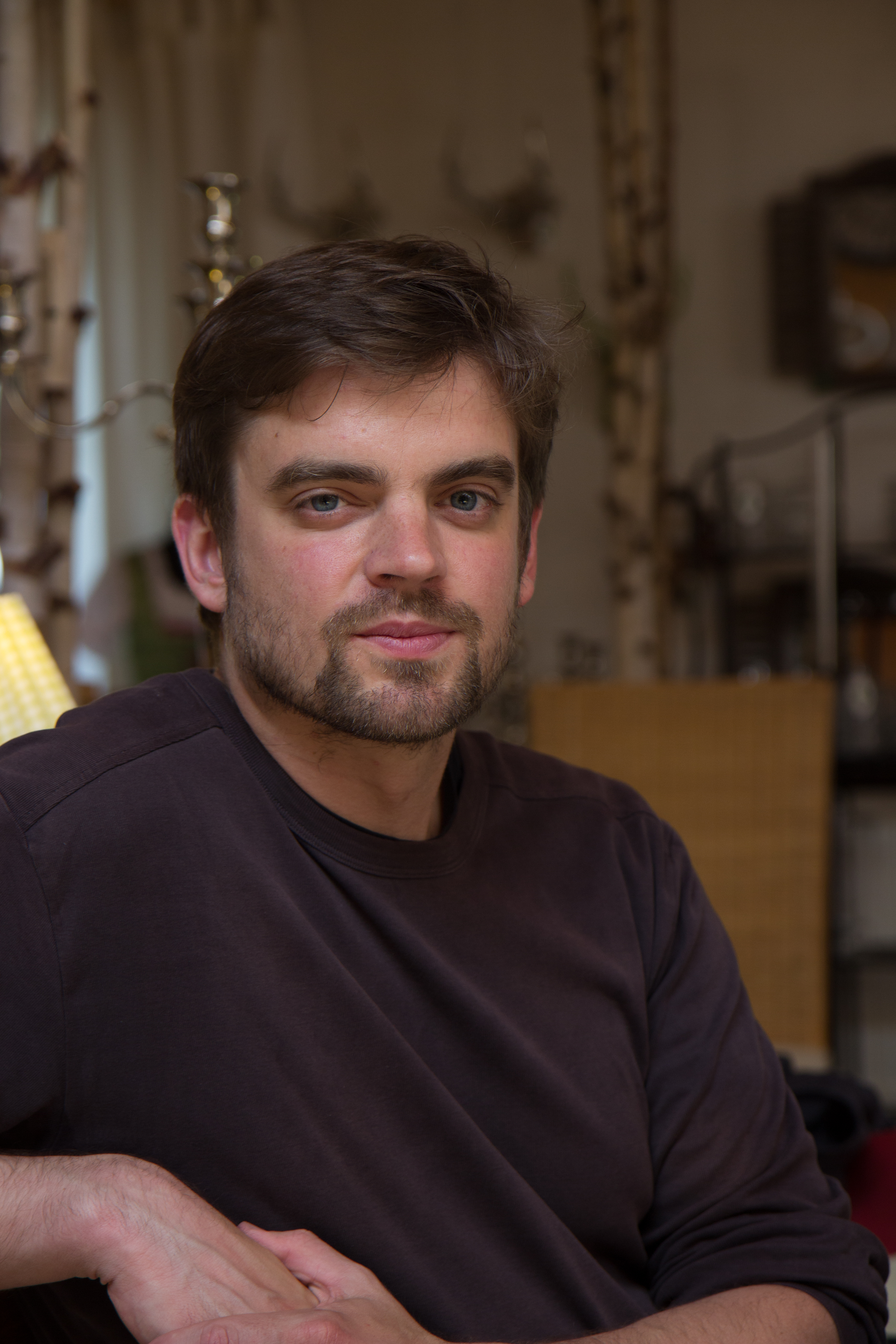
Matthias Nawrat (2013)

Matthias Nawrat (* 13. September 1979 in Opole als Maciej Nawrat) ist ein deutscher Schriftsteller.

## Leben
Matthias Nawrat wurde im polnischen Opole geboren und emigrierte 1989 mit seiner Familie nach Bamberg. Von 2000 bis 2007 studierte er Biologie in Heidelberg und Freiburg im Breisgau. 2009 nahm er ein Studium am Schweizerischen Literaturinstitut in Biel/Bienne auf. Sein Debütroman Wir zwei allein erschien 2012 bei Nagel & Kimche.
Auf Einladung der Jurorin Hildegard Elisabeth Keller nahm Nawrat 2012 an den 36. Tagen der deutschsprachigen Literatur teil, wo er den Text Unternehmer las und den mit 10.000 Euro dotierten Kelag-Preis gewann.
Der Titel seines Romans Der traurige Gast (2019) ist eine Anspielung auf das Goethe-Zitat: „So lang du das nicht hast, dieses: Stirb und Werde! Bist du nur ein trüber Gast auf der dunklen Erde“. Laut Welt-Kritiker Richard Kämmerlings handelt es sich um einen "Meta-Roman über die Gegenwart", das "Setting ist ein sehr exakt beobachtetes Berlin", und dabei passieren die biografisch wesentlichen Dinge im Schildern von Erinnerungen.
Der Schriftsteller lebt und arbeitet in Berlin und war von 2016 bis 2022 Mitglied im PEN-Zentrum Deutschland.
Im Jahr 2023 wurde er für seinen Gedichtband Gebete für meine Vorfahren mit dem Fontane-Literaturpreis der Fontanestadt Neuruppin und des Landes Brandenburg ausgezeichnet.

## Werke

### Romane
- Wir zwei allein. Nagel & Kimche, Zürich 2012. ISBN 978-3-312-00497-3.
- Unternehmer. Rowohlt Verlag, Reinbek bei Hamburg 2014. ISBN 978-3-498-04612-5.
- Die vielen Tode unseres Opas Jurek. Rowohlt Verlag, Reinbek bei Hamburg 2015. ISBN 978-3-498-04631-6.
- Der traurige Gast. Rowohlt Verlag, Reinbek bei Hamburg 2019. ISBN 978-3-498-04704-7.
- Reise nach Maine. Rowohlt Verlag, Hamburg 2021. ISBN 978-3-498-00231-2.

### Lyrik
- Gebete für meine Vorfahren. Parasitenpresse, Köln 2022. ISBN 978-3-98805-003-8.

### Essaybände und Tagebücher
- Nowosibirsk. Tagebuch. Radius Verlag, Stuttgart, 2017.
- Über allem ein weiter Himmel. Nachrichten aus Europa. Rowohlt Verlag, Hamburg 2024. ISBN 978-3-498-00366-1.

### Weitere Veröffentlichungen
- Rudis roter Hund. In: entwürfe Nr. 55. Zürich, 2008.
- Szymon. In: Anthologie zum Uslarer Literaturpreis 2010 „Deutsch-Polnische Grenzerfahrungen einer jungen Generation“. Verlag Jörg Mitzkat, Holzminden, 2010.
- Arkadiusz Protasiuk. In: Happy End – Die besten Geschichten aus dem MDR-Literaturwettbewerb 2011. Hrsg. Michael Hametner, Verlag Neues Leben, Berlin, 2011.
- Pan Tadek. In: poet Nr. 12. Leipzig, 2012.
- Der Mückenschwarm – poetologische Fragmente, am Kern vorbei. In: Volltext 2/2012. Wien, 2012.
- Wer fragt nach der Literatur des Internets? Leute, die Albträume für planbar halten. In: Neue Rundschau 1/2014, S. Fischer Verlag, Frankfurt am Main, 2014.
- Die sieben Apotheken in der Badstrasse. In: Kulturtipp 23/2015, Zürich, 2015.
- Im Mariannengraben. In: Edit – Papier für neue Texte 3/2016, Leipzig, 2016.
- Die Frage nach dem guten Handel(n). In: Luther und wir. Hrsg. Alf Christophersen, Reclam-Verlag, Leipzig, 2016.
- Klinik Medeco. In: Wie wir leben wollen – Texte für Solidarität und Freiheit. Hrsg. Matthias Jügler, Suhrkamp Verlag, Berlin 2016.
- Wovon träumen die Menschen in Sibirien? In: zeit.de 13. Januar 2017.
- Der Mythos vom Kampf der Unterdrückten. In: zeit.de 2. Juni 2017.
- Humanismus darf keine Illusion sein. In: zeit.de 19. November 2017.
- Budapest. Online-Tagebuch in Zusammenarbeit mit Alice Zeniter. In: allonsenfants.eu 2017.
- Die Realität des Papiertigers. In: Transfer – Reception Studies 1/3 2018, Uniwersytet Humanistyczno-Przyrodniczy im. Jana Długosza, Częstochowa, 2018.
- Grenze und Utopie. In: Schreibende Nomaden entdecken Europa. Hrsg. Alexander Peer, Limbus Verlag, Innsbruck, 2019.
- Der kritische Abenteurer. In: Schreiben im Zwiegespräch. Hrsg. Johanne Mohs, Katrin Zimmermann, Marie Caffari, transcript Verlag, Bielefeld, 2019.
- Zwischen Schwerkraft und Gnade. In: Volltext 3/2019, Wien, 2019.
- Nicht lange her. In: Culturescapes, Magazin des Festivals Culturescapes 9/2019, Basel, 2019.
- Utopie und Gleichheit. In: Denkräume. Hrsg. Simone Jung und Jana Marlene Mader, Rowohlt Taschenbuch Verlag, Hamburg, 2020.
- Das Ich als Durchgang zu den Anderen. In: The German Quarterly Vol. 94 Nr. 1, Wiley Periodicals, Hoboken, 2021.
- Wie lange dauert eine Flucht? In: Refugees Worldwide III. Hrsg. Charlotte Rauth und Ulrich Schreiber, Verlag Klaus Wagenbach, Berlin, 2022.
- Wird der Osten diesmal im Westen bleiben? In: zeit.de 18. März 2022.
- Der Mönch auf dem Desolation Peak. Nachwort in: Jack Kerouac: Die Dharmajäger, Rowohlt Verlag, Hamburg, 2022.
- Ich will der Ukraine helfen, aber ich habe Angst um meinen Wohlstand. In: berliner-zeitung.de 30. Juli 2022.
- Judith Butler und Deutschlands progressive Linke: Sie lassen sich zu Gewalt verführen. In: berliner-zeitung.de 4. November 2023.
- Orwells Wespe. In: Demokratie. Wofür es sich jetzt zu kämpfen lohnt, Rowohlt Verlag, Hamburg, 2024.

## Auszeichnungen
- MDR-Literaturpreis (2011)
- Silberschweinpreis der Lit.Cologne (2012)
- Aufenthaltsstipendium am Literarischen Colloquium Berlin (LCB) (2012)
- Literaturpreis des Kantons Bern (2012)
- Kelag-Preis beim Ingeborg-Bachmann-Preis (2012)
- Heinrich-Heine-Stipendium Lüneburg (2013)
- Förderpreis des Adelbert-von-Chamisso-Preis (2013)
- Bayern 2-Wortspiele-Preis (2014)
- Longlist beim Deutschen Buchpreis mit Unternehmer (2014)
- Förderpreis Bremer Literaturpreis (2016)
- Alfred Döblin-Medaille der Akademie der Wissenschaften und der Literatur Mainz (2016)
- Nominierung für den Preis der Leipziger Buchmesse mit Der traurige Gast (2019)
- Literaturpreis der Europäischen Union für Der traurige Gast (2020)
- Stipendium des Deutschen Literaturfonds (2023)
- Fontane-Literaturpreis der Fontanestadt Neuruppin und des Landes Brandenburg für Gebete für meine Vorfahren (2023)

## Belege
1. ↑  Richard Kämmerlings: „Wie man das depressive Berlin der Gegenwart versteht“, Rezension in Die Welt vom 5. Februar 2019, abgerufen am 15. Februar 2019.
2. ↑  Online-Mitgliederliste des PEN-Zentrum Deutschland (Memento des Originals vom 19. April 2023 im Internet Archive)  Info: Der Archivlink wurde automatisch eingesetzt und noch nicht geprüft. Bitte prüfe Original- und Archivlink gemäß Anleitung und entferne dann diesen Hinweis., abgerufen am 15. März 2021.
3. ↑  Fontane-Literaturpreis. Abgerufen am 7. August 2023.

| Personendaten    | Personendaten                     |
| ---------------- | --------------------------------- |
| NAME             | Nawrat, Matthias                  |
| KURZBESCHREIBUNG | deutsch-polnischer Schriftsteller |
| GEBURTSDATUM     | 13. September 1979                |
| GEBURTSORT       | Opole, Volksrepublik Polen        |